# 佐多芳彦
佐多 芳彦（さた よしひこ、1963年-）は、日本の歴史学者。立正大学文学部史学科教授。博士（歴史学）（國學院大學・2010年）。
専門は日本古代史・中世史。立正大学史学会理事、日本風俗史学会理事、日本古文書学会大会実行委員を歴任。
このほか国史学会、日本史研究会、アートドキュメンテーション学会に所属。

## 来歴
神奈川県に生まれる。1987年に國學院大學文学部史学科を卒業し、1993年に國學院大學大学院文学研究科史学専攻博士後期課程を単位取得満期退学。2009年から國學院大學栃木短期大学日本史学科准教授、2010年から立正大学文学部史学科特任准教授、2012年から同准教授、2015年から同教授。
2010年、博士（歴史学）（國學院大學）の学位を論文博士〈乙博士〉として取得。

## 著書・受賞歴・社会貢献活動
- 『服制と儀式の有職故実』（単著、吉川弘文館、2008年）オンデマンド版　2019年　ISBN　9784642724661
- 『武士の衣服から歴史を読む-古代・中世の武家服制』（単著、吉川弘文館、2023年）ISBN　9784642084376
- 日本風俗史学会研究奨励賞（1995年）
- 立正大学2013年度蘊奥奨励賞（2013年）
- NHK大河ドラマ『平清盛』儀式・儀礼考証（2011-2012年）
- NHK大河ドラマ『八重の桜』儀式儀礼考証（2013年、1〜35話）
- NHK大河ドラマ『真田丸』風俗考証（2015-2016年）
- NHK大河ドラマ『おんな城主 直虎』風俗考証（2016-2017年）
- NHK土曜ドラマ『アシガール』時代考証（2017年）
- NHK大河ドラマ『麒麟がくる』風俗考証（2019年-）
- NHK大河ドラマ『鎌倉殿の13人』風俗考証（2022年-）[1]
- フジテレビアニメ『平家物語』歴史監修（2022年）
- NHK大河ドラマ『どうする家康』風俗考証（2023年）
- NHK大河ドラマ『光る君へ』風俗考証（2024年）
- NHK大河ドラマ『べらぼう〜蔦重栄華乃夢噺〜』風俗考証（2025年）